# Megyes Ágnes
Megyes Ágnes (Budapest, 1990. június 18. –) labdarúgó, hátvéd.

## Pályafutása

### Klubcsapatban
2003-ban a László Kórház csapatában kezdte a labdarúgást. 2005 és 2008 között  a Ferencvárosi TC labdarúgója volt itt mutatkozott be az élvonalban. 2008 tavaszán az Íris ONFK csapatában szerepelt. 2008 és 2011 között a Taksony SE labdarúgója. Tagja volt a 2010–11-es idényben bajnoki bronzérmet szerzett csapatnak. 2011 nyarától az újonnan alakult Astra Hungary FC játékosa lett.

### Futsal
2015-ben befejezte a nagypályás labdarúgást és azóta futsal karrierjét építi Szekszárdon.

## Sikerei, díjai
- Magyar bajnokság
  - 2.: 2012–13
  - 3.: 2010–11, 2011–12
- Magyar kupa
  - győztes: 2012
  - döntős: 2013